# Nagypall
Nagypall é um município da Hungria, situado no condado de Baranya. Tem 7,13 km² de área e sua população em 2019 foi estimada em 338 habitantes.